# Crucifix (cathédrale de Cividale del Friuli)
Le crucifix conservé dans la cathédrale de Cividale del Friuli, dans la province d'Udine, dans la région autonome du Frioul-Vénétie Julienne en Italie, peut être daté entre le XIIe et le XIIIe siècle. Il faisait probablement partie d'un groupe sculptural qui comprenait plusieurs statues appelées les Dolenti (« Douloureuses »). L'œuvre est l'un des derniers exemples de l'art roman.

## Histoire
La cathédrale de Cividate del Friuli date des XIIe et XIIIe siècles, reconstruite après le grave incendie de 1186 ; le crucifix, qui faisait l'objet de vénération par les fidèles de Cividale, date de la même période. La sculpture est positionnée au fond de la nef gauche du lieu de culte, dans une position qui n'est certainement pas sa position historique. Elle était à l'origine placée sur la poutre au-dessus de ce qui était l'enceinte liturgique du chœur qui divisait la salle en une partie pour les fidèles et une partie pour le clergé. L'œuvre a été restaurée et repeinte plusieurs fois. Lors de la restauration de 2014, la partie de la peinture relative au XIXe siècle a été supprimée, la peinture du XIVe siècle est réapparue et une petite croix émaillée découverte, conservée à l'intérieur de la tête du Christ.
La datation exacte est très difficile : il faut considérer que la cathédrale a subi de très graves dommages lors du séisme de 1222, ce qui laisse supposer une réalisation immédiatement postérieure.
En 2014, l'œuvre a fait l'objet non seulement d'une restauration, mais aussi d'une étude. Considérée comme l'un des principaux témoignages de l'art roman tardif du Patriarcat d'Aquilée, elle est devenue plus tard un prototype pour d'autres œuvres jusqu'à la fin du XIIIe siècle. Le crucifix faisait partie de l'exposition qui s'est tenue au musée archéologique national de Cividale del Friuli.

## Description
Le grand crucifix en bois de tilleul massif est une pièce unique du fait de sa taille considérable. Hormis la tête, la statue a une très faible épaisseur de bois, de seulement 30 cm. Cela lui donnerait une coupe byzantine, très élancée et allongée.
Sa conformation assez particulière n'a toujours pas fait consensus parmi les historiens de l'art : si elle a une coupe de type byzantin dans sa finesse, au contraire, la conformation vasculaire et le modèle du visage conduiraient à une typologie plutôt gothique, les plis du pagne étant typiques du Tyrol. Le corps du Christ n'a pas une conformation anatomique exacte, mais une bonne plasticité dans le mouvement qui le rattacherait à certaines œuvres de Styrie (Land) d’origine souabe. La diversité de provenance dans les styles présents, qui caractérisent la statue, indiquerait sa réalisation par un artiste local, influencé par différentes œuvres ; cela serait aussi étayé par la taille de l'ouvrage qui n'aurait guère été transportable : elle a donc été construite pour la cathédrale et ses environs.
La chevelure de l'homme en croix est minuscule, très ténue, ainsi que les plis du pagne qui recouvre le sujet presque jusqu'aux genoux ; une couronne est posée sur la tête de la statue. Que le crucifix fasse partie d'un groupe également composé de saint Jean et de la Vierge Marie n'est pas certain, mais c'était la composition habituelle de l'époque ; le crucifix était donc placé au centre, accroché à la cloison qui séparait la salle réservée aux fidèles du presbytère et du chœur. Aucune documentation n'est restée sur cette partie de l'ouvrage.